# Dom Basílio
Dom Basílio – miasto i gmina w Brazylii, w stanie Bahia. Znajduje się w mezoregionie Centro-Sul Baiano i mikroregionie Livramento do Brumado.